# روجر بويز
روجر بويز (بالألمانية: Roger Boyes)‏ هو مؤلف وصحفي وكاتب ألماني، ولد في 7 أغسطس 1952 في هيرفورد في المملكة المتحدة.

## وصلات خارجية
- روجر بويز على موقع ميوزك برينز (الإنجليزية)